# Rete tranviaria di Düsseldorf
La rete tranviaria di Düsseldorf è la rete tranviaria che serve la città tedesca di Düsseldorf.

## Rete
La rete conta sette linee:
- 701 Düsseldorf-Rath  - Bilk, Am Steinberg
- 704 Merziger Straße - Universität Nord / Christophstraße
- 705 Düsseldorf-Unterrath  - Eller, Vennhauser Allee
- 706 Düsseldorf-Hamm  - Bilk, Am Steinberg
- 707 Düsseldorf-Unterrath  - Medienhafen, Kesselstraße
- 708 Heinrichstraße - Polizeipräsidium
- 709 Düsseldorf-Gerresheim, Krankenhaus - Neuss, Theodor-Heuss-Platz